# Синхронне плавання на літніх Олімпійських іграх 2020 — кваліфікація
У змаганнях з синхронного плавання на літніх Олімпійських іграх 2020 року зможуть взяти участь 104 спортсменки, які змагатимуться за 2 комплекти нагород. Кожна країна може бути представлена однією групою і одним дуетом, але при цьому кількість спортсменок, які мають право виступити на Іграх, обмежена 8-ма синхроністками.

## Правила кваліфікації
Всі олімпійські ліцензії будуть розіграні за підсумками континентальних змагань, а також фінальної олімпійської кваліфікації. У змаганнях груп візьмуть участь 10 збірних, а для дуетів виділено 22 квоти. Збірній Японії, як господарці змагань, гарантовано місце в групах.
Кваліфікаційні змагання
| Турнір                                        | Дата              | Місце           |
| --------------------------------------------- | ----------------- | --------------- |
| Кубок європейських чемпіонів                  | 10–12 травня 2019 | Санкт-Петербург |
| Чемпіонат світу з водних видів спорту 2019    | 12–28 липня 2019  | Кванджу         |
| Африканський відбір                           | 12–28 липня 2019  | Кванджу         |
| Азійський відбір                              | 12–28 липня 2019  | Кванджу         |
| Океанський відбір                             | 12–28 липня 2019  | Кванджу         |
| Панамериканські ігри 2019                     | 29–31 липня 2019  | Ліма            |
| Олімпійський кваліфікаційний турнір FINA 2021 | 10–13 червня 2021 | Барселона       |

## Підсумки кваліфікації
| Країна                | Команда | Дует | Спортсменки |
| --------------------- | ------- | ---- | ----------- |
| Австралія (AUS)       | X       | X    | 8           |
| Австрія (AUT)         |         | X    | 2           |
| Білорусь (BLR)        |         | X    | 2           |
| Канада (CAN)          | X       | X    | 8           |
| Китай (CHN)           | X       | X    | 8           |
| Колумбія (COL)        |         | X    | 2           |
| Єгипет (EGY)          | X       | X    | 8           |
| Франція (FRA)         |         | X    | 2           |
| Велика Британія (GBR) |         | X    | 2           |
| Греція (GRE)          | X       | X    | 8           |
| Італія (ITA)          | X       | X    | 8           |
| Ізраїль (ISR)         |         | X    | 2           |
| Японія (JPN)          | X       | X    | 8           |
| Казахстан (KAZ)       |         | X    | 2           |
| Ліхтенштейн (LIE)     |         | X    | 2           |
| Мексика (MEX)         |         | X    | 2           |
| Нідерланди (NED)      |         | X    | 2           |
| Росія (RUS)           | X       | X    | 8           |
| ПАР (RSA)             |         | X    | 2           |
| Іспанія (ESP)         | X       | X    | 8           |
| Україна (UKR)         | X       | X    | 8           |
| США (USA)             |         | X    | 2           |
| Загалом: 22 НОК       | 80      | 44   | 104         |

## Команди
| Турнір                                     | Квоти | Команда, що кваліфікувалась             |
| ------------------------------------------ | ----- | --------------------------------------- |
| Країна-господарка                          | 1     | Японія (JPN)                            |
| Африканський відбір (2019 Worlds)          | 1     | Єгипет (EGY)                            |
| Панамериканські ігри 2019                  | 1     | Канада (CAN)                            |
| Кубок європейських чемпіонів 2019          | 1     | Росія (RUS)                             |
| Океанський відбір (2019 Worlds)            | 1     | Австралія (AUS)                         |
| Чемпіонат світу з водних видів спорту 2019 | 2     | Китай (CHN) Україна (UKR)               |
| Олімпійський кваліфікаційний турнір 2021   | 3     | Італія (ITA) Іспанія (ESP) Греція (GRE) |
| Загалом                                    | 10    |                                         |

## Дуети
| Дисципліна                               | Квоти | НОК, що кваліфікувався |
| ---------------------------------------- | ----- | --- |
| Qualified in the team event              | 10    | Австралія (AUS) Канада (CAN) Китай (CHN) Греція (GRE) Італія (ITA) Єгипет (EGY) Японія (JPN) Росія (RUS) Іспанія (ESP) Україна (UKR) |
| Африканський відбір (2019 Worlds)        | 1     | ПАР (RSA) |
| Панамериканські ігри 2019                | 1     | Мексика (MEX) |
| Азійський відбір (2019 Worlds)           | 1     | Казахстан (KAZ) |
| Кубок європейських чемпіонів 2019        | 1     | Велика Британія (GBR) |
| Океанський відбір (2019 Worlds)          | 0     | Нова Зеландія (NZL)1 |
| Олімпійський кваліфікаційний турнір 2021 | 8     | Австрія (AUT) Франція (FRA) Білорусь (BLR) Нідерланди (NED) США (USA) Ізраїль (ISR) Ліхтенштейн (LIE) Колумбія (COL)                 |
| Загалом                                  | 22    | |

↑  – Нова Зеландія відмовилась від квоти в дуетах.